# Фітема
Фітема (рос. фитема, англ. phytheme, нім. Phythem n) — підрозділ загальної стратиграфічної шкали докембрію. Відповідає геологічним системам фанерозою, але не має повного біостратиграфічного обґрунтування і відрізняється великою тривалістю формування (перші сотні млн. років). Приклад — підрозділи рифею (нижній рифей, середній рифей і т. д.). Син. — протосистема.